# آی‌ان‌اس دهلی (۱۹۴۸)
آی‌ان‌اس دهلی (۱۹۴۸) (به انگلیسی: INS Delhi (1948)) یک کشتی بود که طول آن ۵۵۵ فوت ۶ اینچ (۱۶۹٫۳۲ متر) بود. این کشتی در سال ۱۹۳۲ ساخته شد.